# Hrabstwo Pawnee (Kansas)

Piramida wieku hrabstwa

Hrabstwo Pawnee – hrabstwo położone w USA w stanie Kansas z siedzibą w mieście Larned. Założone 26 lutego 1867 roku.

## Miasta
- Larned
- Burdett
- Garfield
- Rozel

## Park Narodowy
- Fort Larned National Historic Site

## Sąsiednie Hrabstwa
- Hrabstwo Rush
- Hrabstwo Barton
- Hrabstwo Stafford
- Hrabstwo Edwards
- Hrabstwo Hodgeman
- Hrabstwo Ness County